# Villeneuve-les-Cerfs

Villeneuve-les-Cerfs este o comună în departamentul Puy-de-Dôme, Franța. În 1 ianuarie 2022 avea o populație de 506 de locuitori.